# Ta (Wesir)
Ta war ein altägyptischer Wesir unter Ramses III., der zunächst nur die oberägyptische Verwaltung in Theben leitete.
Über Familie und Herkunft des Ta ist nichts bekannt. Die älteste Inschrift, die ihn als amtierenden Wesir nennt, stammt aus dem Jahr 12 von Ramses III. und findet sich im Maat-Tempel von Karnak. Damit war er wahrscheinlich Nachfolger von Hori, der bis zum zehnten Regierungsjahr von Ramses III. amtierte. Als zuständiger Wesir wird Ta häufig in Texten aus der Arbeitersiedlung Deir el-Medina erwähnt. Dort leitete er Inspektionen, überwachte die Arbeiten am Königsgrab und war für die Versorgung der Handwerker zuständig. Im Jahr 29 erscheint Ta oft in Verbindung mit dem großen Streik von Deir el-Medineh. Ein an den Wesir gerichteter Brief berichtet von Versorgungsschwierigkeiten in der Handwerkersiedlung. Noch im selben Jahr wird er zum Wesir von Ober- und Unterägypten befördert und die Teilung des Wesirats damit kurzfristig aufgehoben. Während der Streikzeit reist Ta nach Oberägypten um Götterbilder für das Sedfest des Königs zu besorgen, wird jedoch vor der Ausführung von Arbeitern beschuldigt, Versorgungslieferungen zu blockieren.
Die Amtsdauer des Ta lässt sich nicht sicher ermitteln. Nach dem Jahr 29 gibt es keine inschriftlichen Erwähnungen mehr. Wahrscheinlich schied er mit dem Tod von Ramses III. aus dem Amt, da sein Nachfolger Neferrenpet II. erst ab dem ersten Regierungsjahr von Ramses IV. belegt ist.